# Municipio de Long Creek (Iowa)
El municipio de Long Creek (en inglés: Long Creek Township) es un municipio ubicado en el condado de Decatur en el estado estadounidense de Iowa. En el año 2010 tenía una población de 396 habitantes y una densidad poblacional de 4,28 personas por km².

## Geografía
El municipio de Long Creek se encuentra ubicado en las coordenadas 40°51′27″N 93°50′13″O / 40.85750, -93.83694. Según la Oficina del Censo de los Estados Unidos, el municipio tiene una superficie total de 92.49 km², de la cual 92,38 km² corresponden a tierra firme y (0,11 %) 0,11 km² es agua.

## Demografía
Según el censo de 2010, había 396 personas residiendo en el municipio de Long Creek. La densidad de población era de 4,28 hab./km². De los 396 habitantes, el municipio de Long Creek estaba compuesto por el 97,73 % blancos, el 1,26 % eran amerindios y el 1,01 % eran de una mezcla de razas. Del total de la población el 0,76 % eran hispanos o latinos de cualquier raza.